# Two Guys Naked in a Hot Tub
Two Guys Naked in a Hot Tub (ook bekend als Melvins) is de 8e aflevering van het 3e seizoen van South Park en de 38e in het algemeen. Het is deel twee van de Meteor Shower Trilogy. Deze aflevering draait om Stan.
De aflevering is geschreven door Trey Parker, Matt Stone en David Goodman. Het staat bekend als de aflevering waarin Butters Stotch voor het eerst wordt geïntroduceerd als een belangrijk ondersteunend personage.

## Plot
Nadat ze Shelly hebben afgezet bij Cartman thuis, zijn de Marshes en Stan op weg naar een feest in het huis van Mr. Mackey. Stan is boos dat hij moet gaan en wordt nog bozer wanneer hij opgesloten zit in een kamer met nerdige "Melvin" klasgenoten die hij niet leuk vindt: Pip, Butters en Dougie. De drie staan erop Charlie's Angels te spelen en een niet enthousiaste Stan gebruikt het spel om een uitweg uit de kelder te vinden naar een slaapkamer op de bovenverdieping waar koekjes en tv staan. Ondertussen geeft Mr. Mackey tijdens de party de Broflovskis en Marshes een rondleiding door zijn huis en leidt ze naar het bubbelbad. De vrouwen verlaten Randy en Gerald buiten in het bubbelbad, die verklaren dat de huidige avond een nacht van experimenteren is. De twee praten over trio's en besluiten te masturberen voor elkaar. Dit leidt tot ongemak nadat Randy zijn seksualiteit in twijfelt trekt.
Het ATF denkt dat het feest binnenin een zelfmoordsekte is en dat ze van plan zijn zichzelf te doden aan het begin van de meteorenregen. Vastbesloten om dit te voorkomen, zetten ze een blokkade op en bereiden ze zich voor om het vuur op de sekte te openen als ze niet ophouden; op een gegeven moment vertrekken een paar feestgangers en worden ze onmiddellijk dodelijk beschoten (omdat het ATF gelooft dat ze wapens hadden ondanks dat ze duidelijk geen wapens hadden). De journalist herinnert zich dat de laatste keer dat het ATF dit deed, het Waco-beleg plaatsvond waarbij ze onschuldige mensen doodden voor valse beschuldigingen, maar het ATF heeft hem ontslagen. Al die tijd zijn de feestgangers (die geleidelijk dronken worden) binnenin niet op de hoogte van hun aanwezigheid. Stan en de kinderen ontdekken wat er gebeurt en proberen met het ATF te praten, maar worden beschoten en gedwongen terug naar binnen te vluchten. De kinderen nemen een videoband op die laat zien dat het feest binnenin geen cult is voor de nieuwsman; het ATF beseft hun fout, beweert dat het een "testsimulatie" was en verspreidden zich snel na hun geheime wapen, een grote raket genaamd "De Onderhandelaar", afvuurt en huis in de buurt vernietigt, behalve die van Mr. Mackey.
Binnen voelt Randy zich ongemakkelijk in de buurt van Gerald, die zich zorgen maakt over het gedrag van Randy. Wanneer Randy uiteindelijk de hele groep toegeeft dat hij en Gerald zich bezighouden met masturbatie in de groep, is hij opgelucht dat hij ontdekt dat hij niet de enige is die masturbeert voor een persoon van hetzelfde geslacht. Buiten verheugen de jongens zich over hun triomf van het redden van de dag en Stan beseft dat de anderen gewoon normale kinderen zijn zoals hij. Alles wordt echter onmiddellijk vergeten, wanneer Kyle terugkeert uit het kamp van Jewbilee en Stan terugkeert naar zijn oude manieren en Kyle vertelt dat hij "de avond met deze friggin Melvins moest doorbrengen".
De credits rollen met een parodieversie van Cher's Believe (die het ATF de feestgangers overstemde in een poging om over te geven, zich er niet van bewust dat Mackey hetzelfde liedje speelde en waarvan iedereen genoot).